# ئیو
ئیو (به لهستانی: IO) یک فیلم جاده‌ای درام محصول سال ۲۰۲۲ به کارگردانی یژی اسکولیموفسکی است. داستان فیلم زندگی الاغی را دنبال می‌کند که در سیرکی لهستانی متولد شده است. این فیلم برای اولین بار در جشنواره فیلم کن در ماه مه ۲۰۲۲ نمایش داده شد و جایزه هیئت داوران را به دست آورد.